# Allokoenenia
Allokoenenia afra é uma espécie de aracnídeo da ordem Palpigradi, e a única espécie do género Allokoenenia. Pode ser encontrada na Guiné, na África Ocidental, tendo sido descoberto pela primeira vez em Mamou.